# Fregiécourt

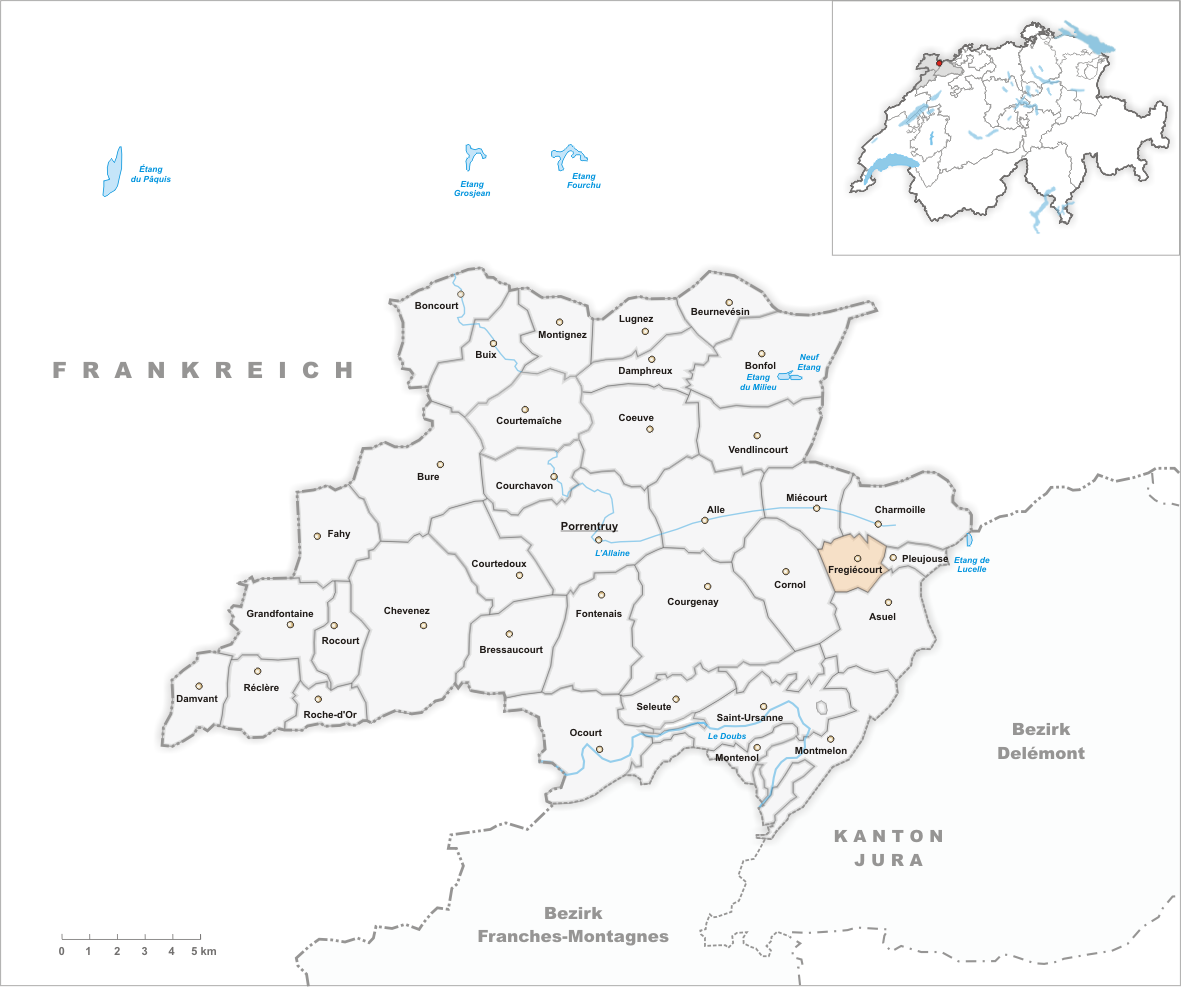
Gemeindestand vor der Fusion am 1. Januar 2009

Fregiécourt (frz. [fʀəʒjekuʀ/fʀeʒikuʀ/fʀəʒikuʀ], im einheimischen Dialekt [frəʤieko/frəʤiːəˈkɔ/fərʤiːəˈkɔ]; dt. Friedlinsdorf) ist ein Dorf und eine ehemalige politische Gemeinde im Distrikt Porrentruy des Kantons Jura in der Schweiz.

## Geographie

Luftbild, Fregiécourt im Mittelgrund links (1950)

Fregiécourt liegt auf 526 m ü. M., neun Kilometer östlich des Bezirkshauptorts Porrentruy (Luftlinie). Das ehemalige Strassenzeilendorf erstreckt sich beidseits des Fregiécourt-Baches in der Baroche in der östlichen Ajoie (deutsch Elsgau) am Nordfuss des Kettenjuras.
Die Fläche des 3,5 km² grossen ehemaligen Gemeindegebiets umfasst die Ebene La Prand südlich der Allaine und reicht im Süden auf den bewaldeten Chaumont, der mit 753 m ü. M. den höchsten Punkt der Gemeinde bildet. Dieser gehört zur Jurakette des Lomont. Im Osten erstreckt sich das Gebiet bis auf die Höhe von Le Chênois (585 m ü. M.). Das Gemeindegebiet wird durch den Ruisseau de Fregiécourt zur Allaine entwässert. Von der Gemeindefläche entfielen 1997 5 % auf Siedlungen, 38 % auf Wald und Gehölze, 56 % auf Landwirtschaft, und etwas weniger als 1 % war unproduktives Land.
Zu Fregiécourt gehören einige Einzelhöfe. Nachbargemeinden von Fregiécourt waren Cornol, Miécourt, Charmoille, Pleujouse und Asuel.

## Bevölkerung
Mit 147 Einwohnern (Ende 2007) gehört Fregiécourt zu den kleinen Gemeinden des Kantons Jura. Von den Bewohnern sind 86,5 % französischsprachig und 13,5 % deutschsprachig (Stand 2000). Die Bevölkerungszahl von Fregiécourt belief sich 1850 auf 350 Einwohner, 1900 auf 240 Einwohner. Danach wurde bis 1990 ein Rückgang um weitere 50 % auf 121 Einwohner verzeichnet. Seither wurden nur noch geringe Schwankungen verzeichnet.

## Wirtschaft
Fregiécourt ist noch vorwiegend landwirtschaftlich geprägt, von Bedeutung ist vor allem der Obstbau, insbesondere Kirschbäume. Ausserhalb der Landwirtschaft gibt es im Dorf nur wenige Arbeitsplätze. Viele Erwerbstätige sind deshalb Wegpendler und arbeiten in der Region Porrentruy.

## Verkehr
Fregiécourt liegt an der Kantonsstrasse von Cornol nach Charmoille oder Asuel. Fregiécourt ist durch zwei Postautokurse an den öffentlichen Verkehr angebunden. Der eine verkehrt von Porrentruy nach Asuel, der andere von Porrentruy nach Lucelle, wobei er einen Abstecher nach Fregiécourt macht.

## Geschichte
Bei Fregiécourt wurden Reste eines Dolmens aus der Jungsteinzeit sowie eine vermutlich in der Zeit der Merowinger angelegte Grabstätte gefunden. Der Ort wird erstmals 1136 als Frigiscurth erwähnt; die deutschen Formen Fridestorf und Friederichesdorf erscheinen im 13./14. Jahrhundert. Der Ortsname ist wahrscheinlich zusammengesetzt aus der Kurzform eines zweiteiligen germanischen Personennamens mit dem Vorderglied frîja ‚frei‘ und rom. corte ‚Hof, Landgut, Weiler‘, das als Grundwort, wohl unter germanischem Einfluss, entgegen der für romanische Komposita typischen Wortstellung ans Ende tritt.
Fregiécourt teilte die wechselvolle Geschichte der Ajoie, die 1271 erstmals an das Fürstbistum Basel kam. Als die Familie von Hasenburg Ende des 15. Jahrhunderts ausstarb, gab es Erbstreitigkeiten zwischen dem Kloster Lützel und dem Fürstbischof. Das Dorf unterstand vom 16. bis zum 18. Jahrhundert dem Meieramt Alle. Von 1793 bis 1815 gehörte Fregiécourt zu Frankreich und war anfangs Teil des Département du Mont-Terrible, ab 1800 mit dem Département Haut-Rhin verbunden. Durch den Entscheid des Wiener Kongresses kam der Ort 1815 an den Kanton Bern und am 1. Januar 1979 an den neu gegründeten Kanton Jura. Die Gemeinde wurde auf den 1. Januar 2009 mit Asuel, Charmoille, Miécourt und Pleujouse zur neuen Gemeinde La Baroche vereinigt.

## Sehenswürdigkeiten
Die bereits 1379 erstmals erwähnte Kapelle Saint-Imier-et-Hubert wurde 1612 neu gebaut. Sie besitzt eine wertvolle Ausstattung aus dem 16. und 18. Jahrhundert. Fregiécourt ist Teil der Pfarrei Charmoille. Im Ortskern gibt es noch einige typische alte Bauernhäuser aus dem 17. Jahrhundert.

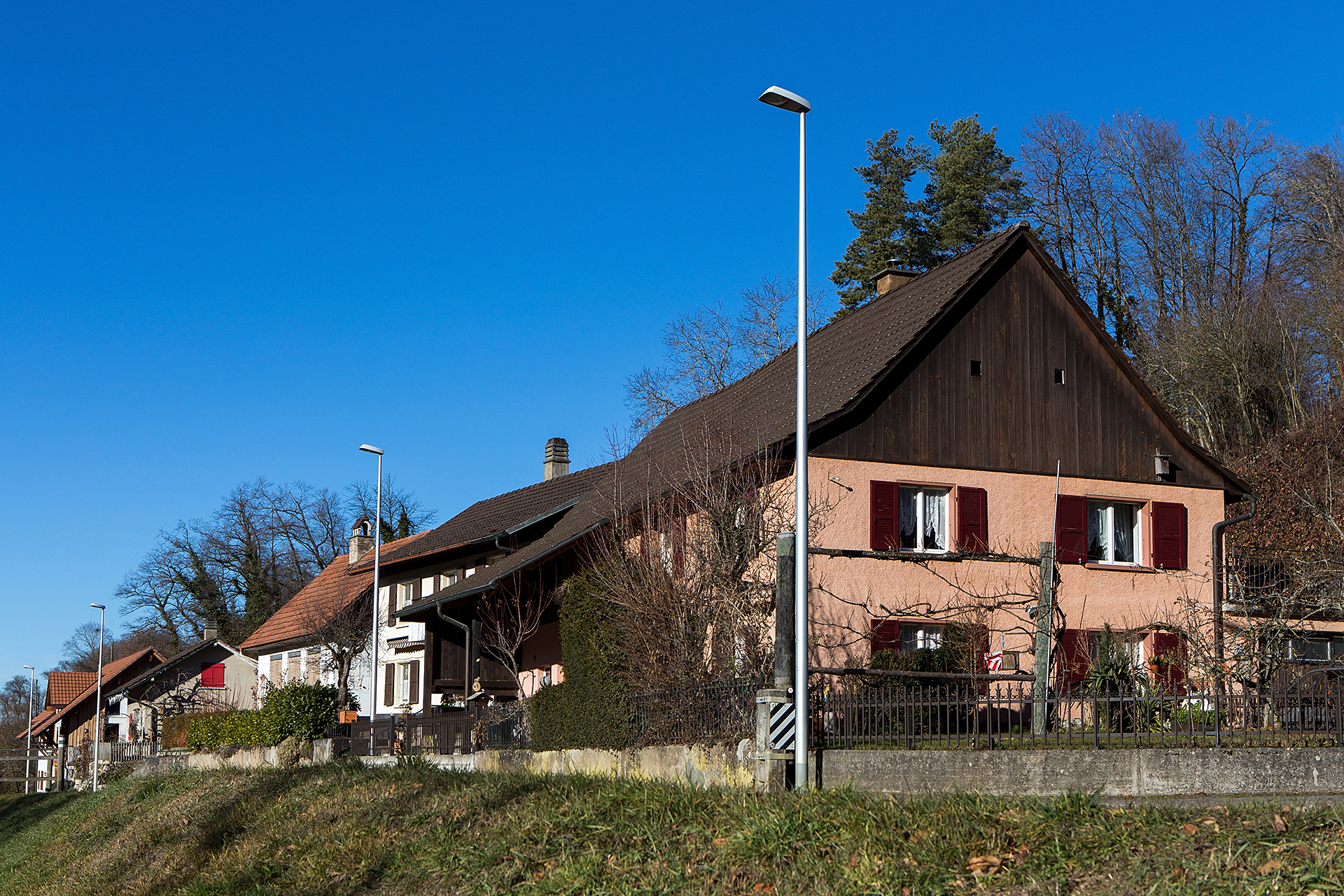
Häuserzeile
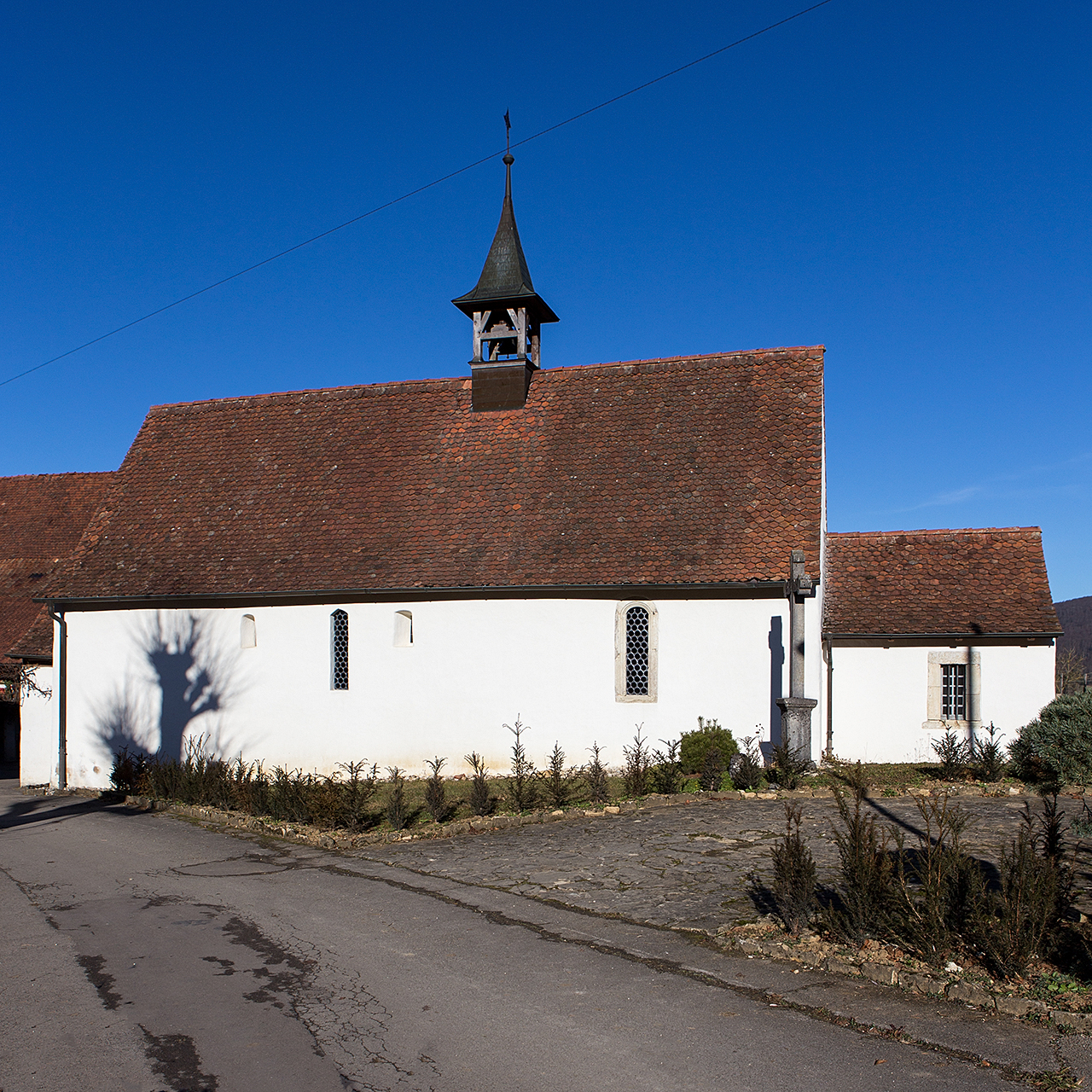
Kapelle
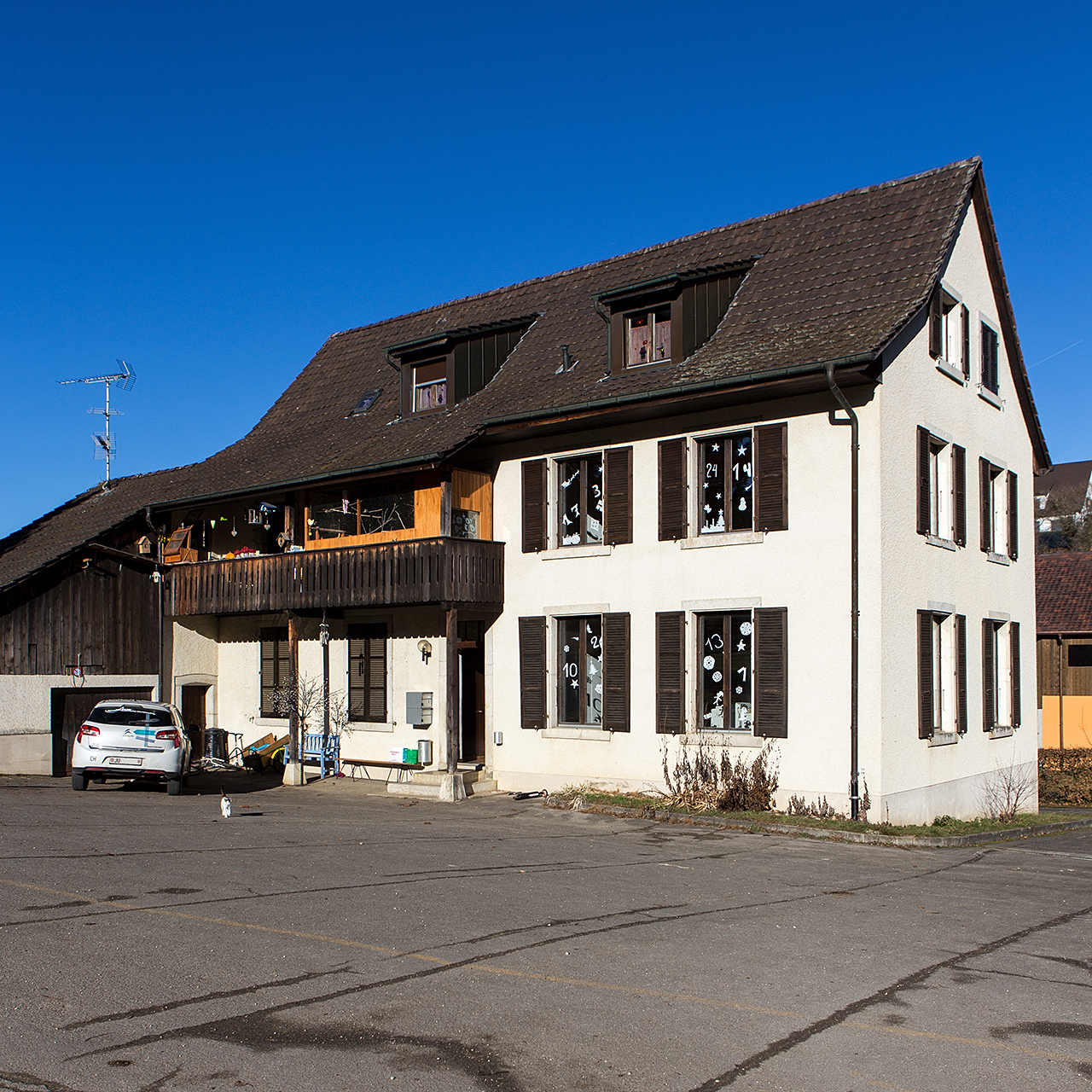
Schulhaus
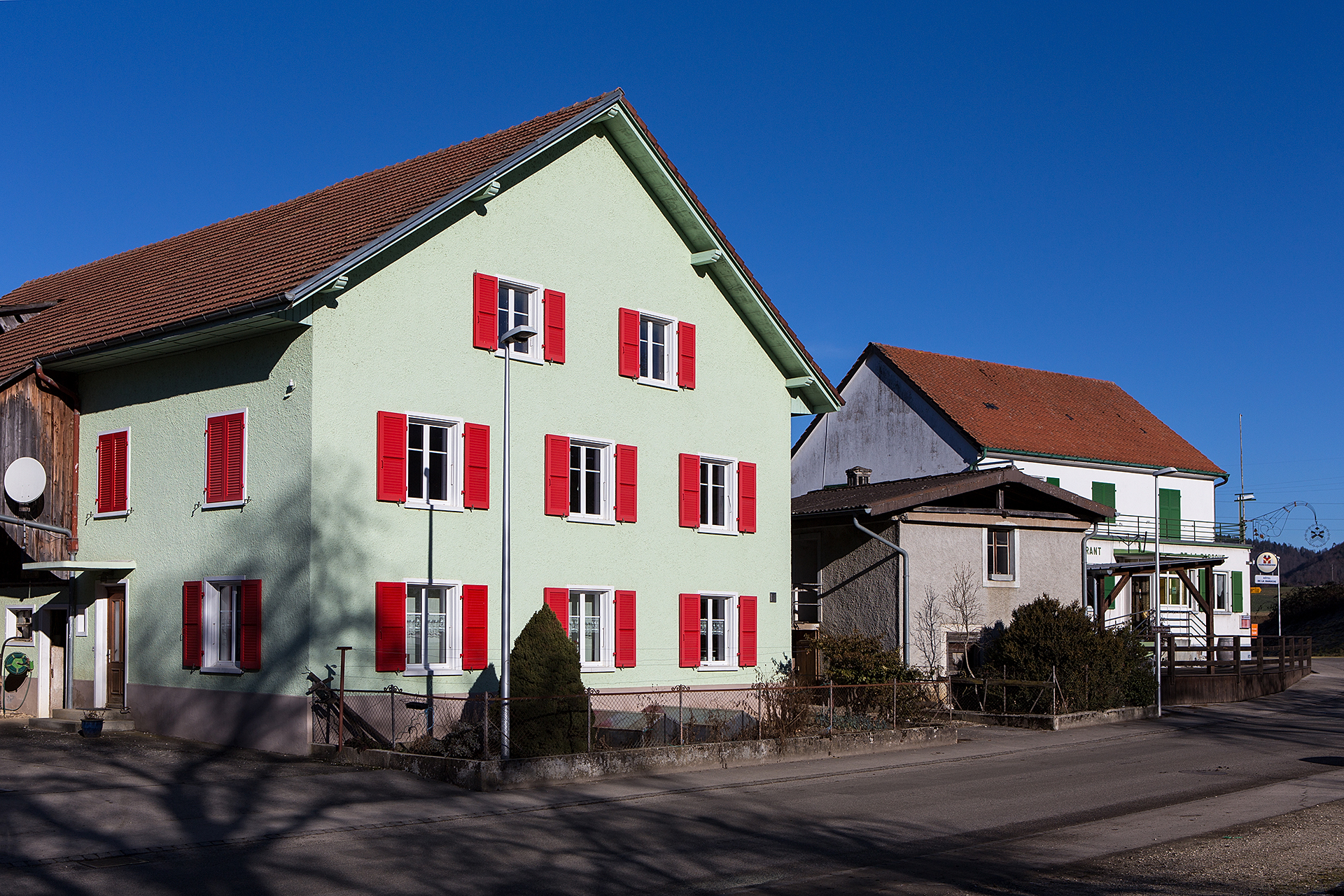
Restaurant de la Baroche
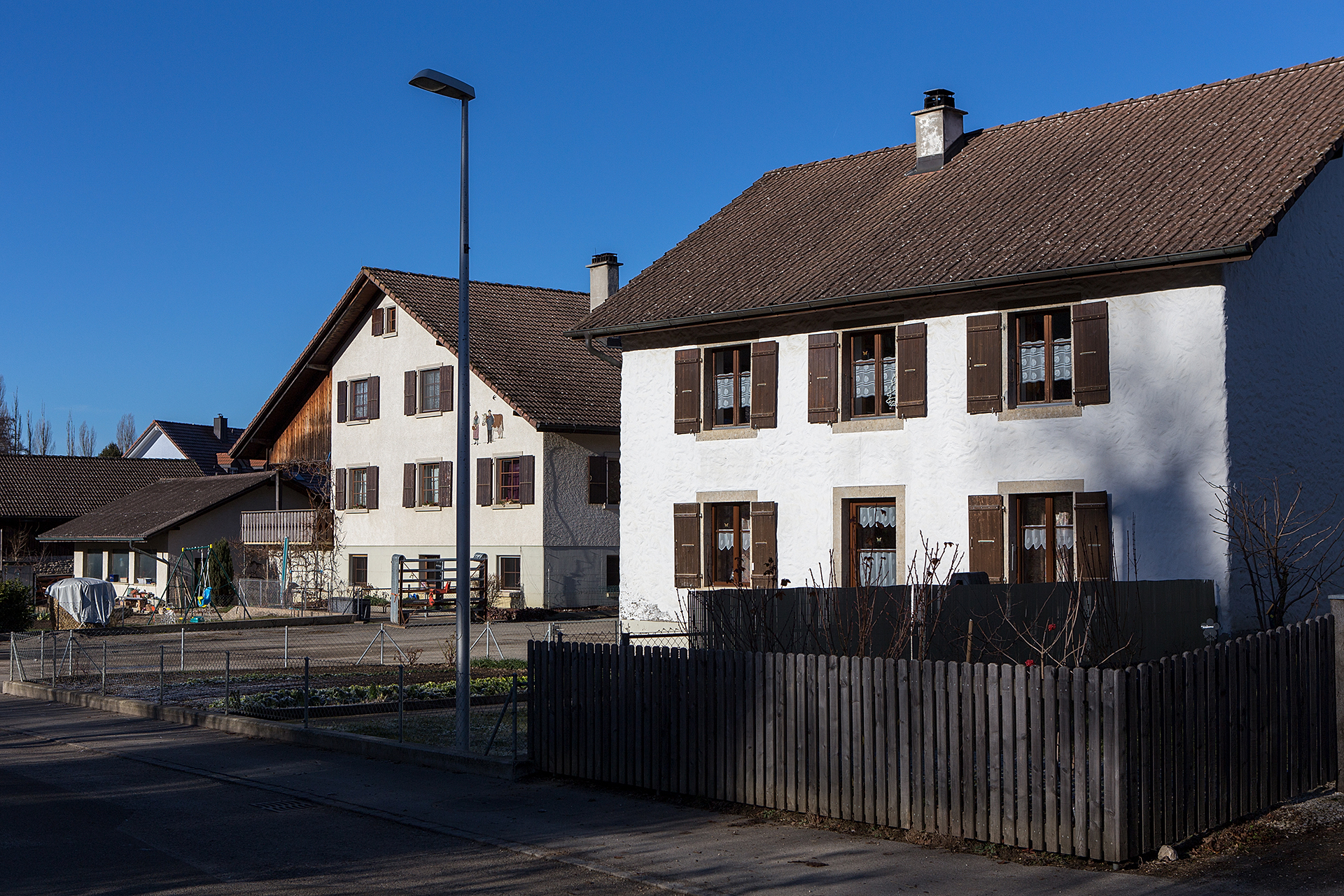
Bauernhof